# Mycetophila maurii
Mycetophila maurii är en tvåvingeart som beskrevs av Duret 1981. Mycetophila maurii ingår i släktet Mycetophila och familjen svampmyggor. Inga underarter finns listade i Catalogue of Life.